# جود بوكانان
جود بوكانان هو سياسي كندي، ولد في 25 يوليو 1929 في إدمونتون في كندا. حزبياً، نشط في الحزب الليبرالي الكندي. وقد انتخب عضو مجلس العموم الكندي.